# Paul Barthel (Maler)

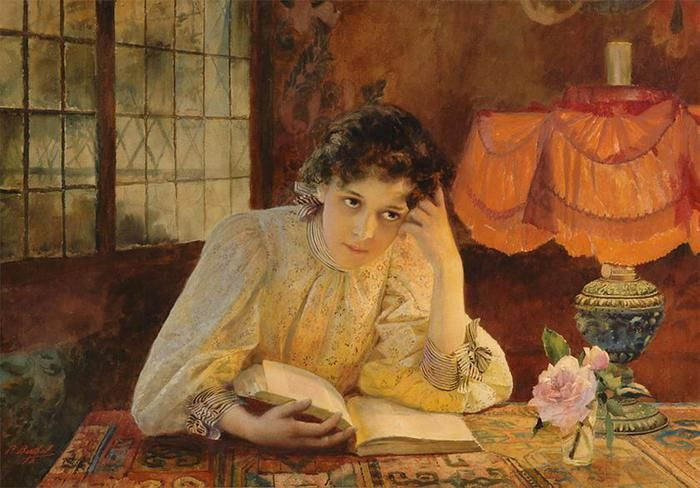
Lesende Frau

Paul Barthel (* 24. März 1862 in Zwickau; † 7. August 1933 in Fürth) war ein deutscher Genre- und Landschaftsmaler.

## Leben
Barthel begann seinen Malunterricht 1877 an der Kunstgewerbeschule in Dresden und setzte ihn an der Königlich Preussischen Akademie der Künste zu Berlin bei Julius Ehrentraut und Eugen Bracht fort.
Nach dem Studium war Barthel in Dresden tätig, wo er sich hauptsächlich mit der Aquarellmalerei beschäftigte.
Von 1881 bis 1885 schuf er Blumenbilder für die Berliner Hagelsberg-Kunstdruckanstalt.
Barthel beschäftigte sich damals auch mit der Landschaftsmalerei sowie mit der Wandmalerei, u. a. im Bamberger Böttingerhaus. Er ließ sich mit seiner Ehefrau Mina in Bamberg nieder, wo er das kunstgeschichtlich bedeutende Böttingerhaus in der Judengasse erworben hatte und war in Bamberg als freischaffender Kunstmaler und Restaurator tätig. Seine jüdische Ehefrau, die Schauspielerin Mina Barthel, geb. Dresner, hatte das Haus der Stadt Bamberg gegen ein lebenslängliches Wohnrecht und eine lebenslängliche Rente von 4 000 Reichsmark jährlich übereignet. Trotzdem wurde die damals 70-jährige Mina 1941 nach Riga deportiert und dort umgebracht.
Mina Barthel ist auf vielen Bildern Paul Barthels zu sehen. Paul Barthels Grab ist auf dem Bamberger Friedhof in der Abteilung I E 37 zu finden.